# 欧亚萍蓬草
欧亚萍蓬草（学名：Nuphar lutea）（又名：青荷根、大荷根、荷根、荷根草、露特萍蓬草），是睡莲科萍蓬草属的植物。分布于伊朗、欧洲、中亚、俄罗斯、西伯利亚以及中国大陆的新疆等地，见于池沼，目前尚未由人工引种栽培。

## 参考文献

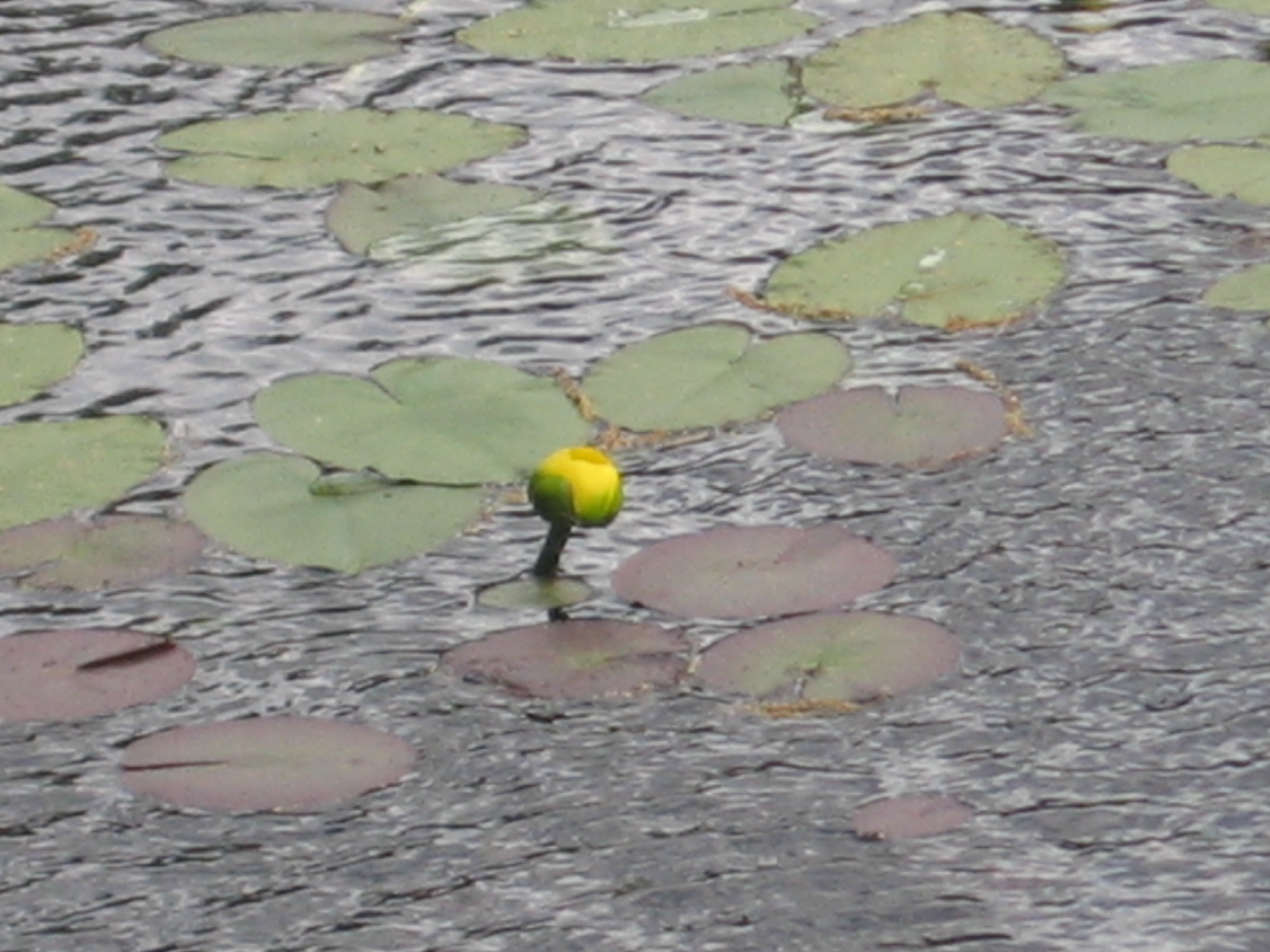
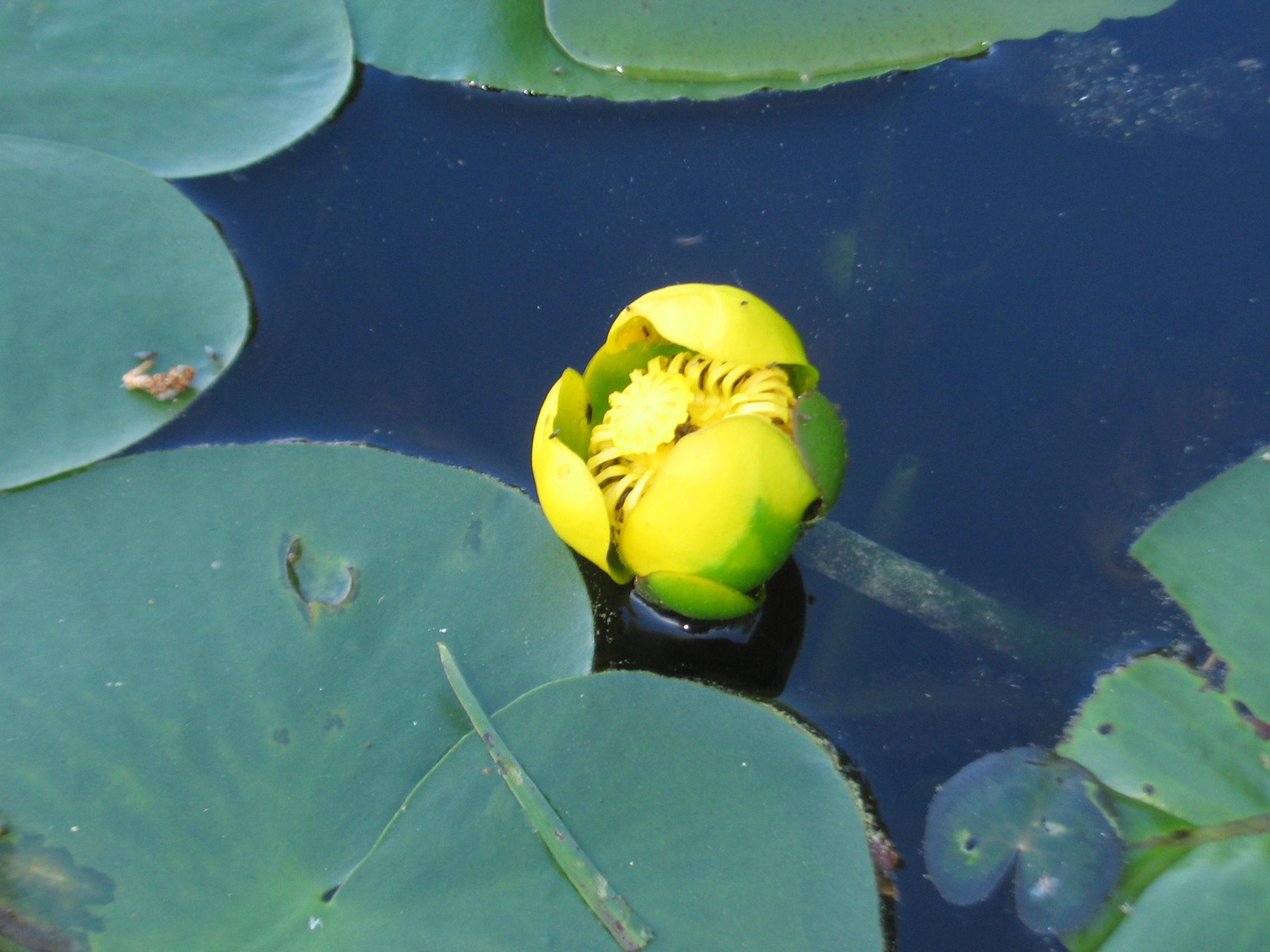
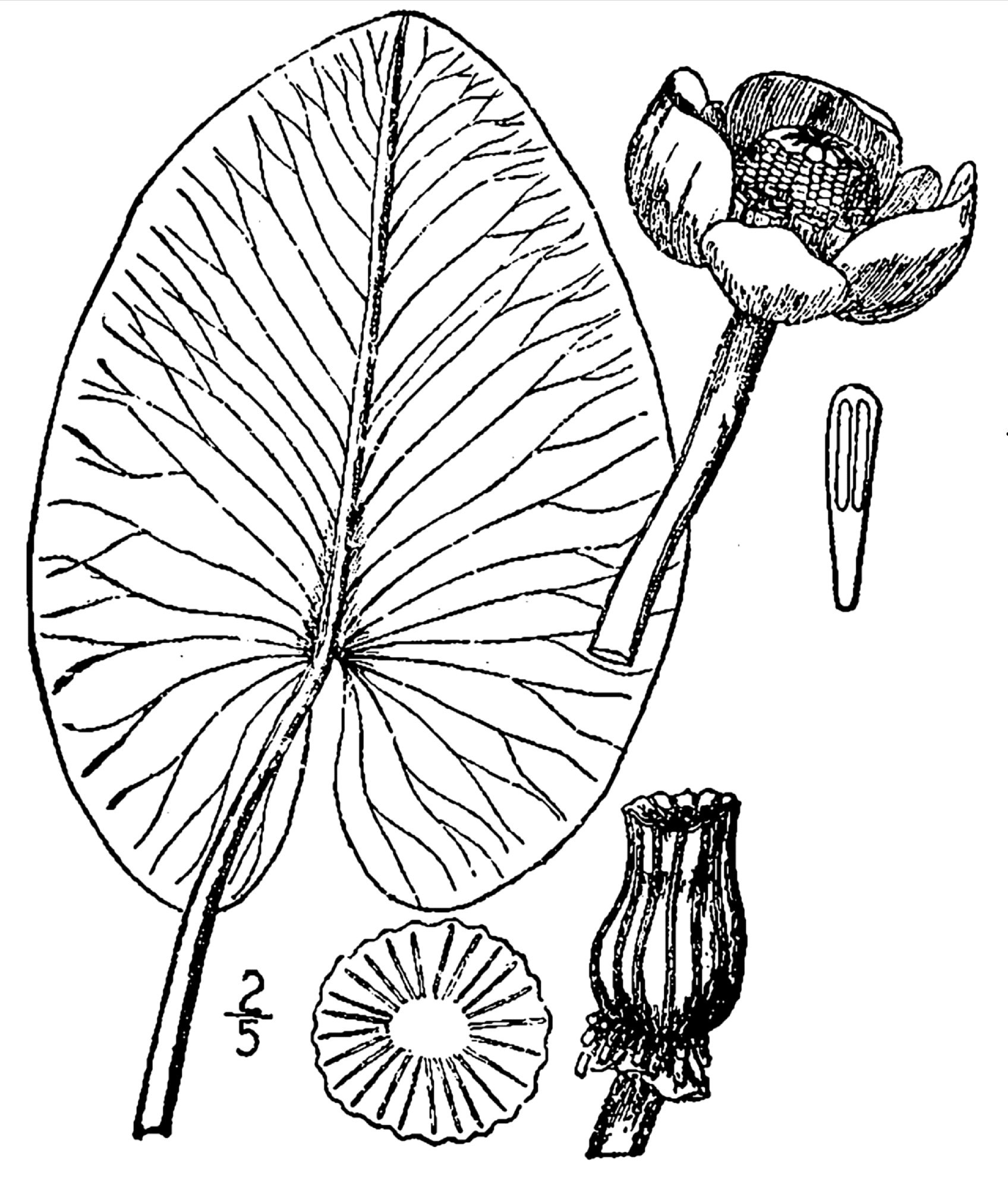